# 誰にも奪えぬこの想い
『誰にも奪えぬこの想い』（だれにもうばえぬこのおもい、原題：They Can't Take That Away from Me）は、ガーシュイン兄弟によるポピュラーソング。作詞アイラ・ガーシュウィン、作曲ジョージ・ガーシュウィン。
1937年公開の映画『踊らん哉』のために書き下ろされ、作中でフレッド・アステアがジンジャー・ロジャースのために歌い、スタンダード・ナンバーとなった。後年『ブロードウェイのバークレー夫妻』で2人が踊った。
初演版では、「あの作曲家が詠ったように、歌は終わってもメロディは残る。恋は終わっても想いでは続く」という意味の導入部（叙唱）があるが、これはガーシュイン兄弟がアービング・バーリンに敬意を表したものである。バーリンの「The Song is Ended」という歌の冒頭を指す。